# Kagogo (vattendrag i Burundi, lat -3,35, long 29,54)
Kagogo är ett vattendrag i Burundi. Det ligger i den centrala delen av landet, 19 kilometer öster om huvudstaden Bujumbura.
Omgivningarna runt Kagogo är en mosaik av jordbruksmark och naturlig växtlighet. Runt Kagogo är det ganska tätbefolkat, med 185 invånare per kvadratkilometer.